# Exercices de style (film)
Pour plus de détails, voir Fiche technique et Distribution.
Exercices de style (Esercizi di stile) est une comédie dramatique italienne à sketches sortie en 1996.

## Synopsis
En partant d'une histoire d'adieu, chaque réalisateur développe un épisode sur le même thème qui fait référence à un genre et un cadre différents. Le titre et l'idée du film ont été inspirés par le roman homonyme de Raymond Queneau. 

### Liste des épisodes
- Un addio nel West (hommage à King Vidor)
- Era il maggio radioso
- L'alibi
- In ginocchio da te... la vendetta
- La guerra tra noi
- Myriam
- Uno più bravo di me
- Se son rose pungeranno
- Idillio edile
- Guardia e ladro
- Ti mangerei di baci
- Senza uscita
- Anche i cani ci guardano
- L'esploratore

## Fiche technique
- Titre français : Exercices de style[1]
- Titre original italien : Esercizi di stile[2]
- Réalisation : Volfango De Biasi (it) (segment Senza uscita), Dino Risi (segment Myriam)[3], Mario Monicelli (segment Idillio edile), Luigi Magni (segment Era il maggio radioso), Sergio Citti (segment Anche i cani ci guardano) , Claudio Fragasso  (segment Guardia e ladro), Pino Quartullo (segment In ginocchio da te... La vendetta), Francesco Laudadio (segment Un addio nel West), Faliero Rosati (it) (segment L'esploratore), Alex Infascelli (segment Se le rose pungeranno), Alessandro Piva (segment Uno più bravo di me), Maurizio Dell'Orso (segment La guerra tra noi) , Cinzia TH Torrini (segment Ti mangerei di baci), Lorenzo Mieli (it) (segment L'alibi)
- Scénario : Mario Monicelli, Dino Risi, Luigi Magni, Claudio Fragasso, Rossella Drudi (it), Francesco Laudadio, Maurizio Dell'Orso, Cinzia TH Torrini, Volfango De Biasi (it), Serafino Murri (it)
- Photographie : Roberto Forza
- Montage : Carlo Fontana, Anna Napoli, Ugo De Rossi (it)
- Musique : Gianni Dell'Orso
- Décors : Lucia Mirisola, Paola Comencini, Emita Frigato, Maria Luigia Battani, Marta Zani, Roberto Feri, Carolina Olcese, Claudia Scutti, Anne Marie Heinreich
- Costumes : Claudia Scutti, Claudia Scutti, Claudia Scutti, Lucia Mirisola, Claudia Scutti, Anna Maria Heinreich, Claudia Scutti, Claudia Scutti, Anna Maria Heinreich, Claudia Scutti, Anna Maria Heinreich, Carolina Olcese, Claudia Scutti, Anna Maria Heinreich
- Production : Jacopo Capanna, Giuseppe Perugia
- Société de production : Produttori associati, Rai, Cinecittà e Santi De Francesco
- Pays de production :  Italie
- Langue originale : italien
- Format : Couleurs
- Durée : 80 minutes
- Genre : Comédie dramatique
- Dates de sortie :
  - Italie : 1996 (visa délivré le 2 octobre 1996)

## Distribution
- Elena Sofia Ricci : divers personnages
- Massimo Wertmüller : divers personnages
- Franco Diogene (it) :
- Gloria Paul :
- Sal Borgese :
- Joanna Chatton :